# Where Do You Come from
"Where Do You Come From" es una canción escrita por Ruth Batchelor y Bob Roberts grabada por primera vez por Elvis Presley como parte de la banda sonora de su película de 1962. Girls! Girls! Girls!.   Posteriormente fue rechazada para su uso en la película y no apareció en la película,   pero se incluyó en su álbum de banda sonora Girls! Girls! Girls!.

## Historia
La canción fue compuesta por Ruth Batchelor y Bob Roberts, y publicada por Elvis Presley Music, Inc.  
Elvis Presley grabó "Where Do You Come From" el 27 de marzo de 1962, durante las sesiones de grabaciones de la banda sonora de la película producida por Paramount Pictures, Girls! Girls! Girls! en el estudio Radio Recorders en Hollywood (California). 

### Publicación
La canción fue lanzada como sencillo como cara B de "Return to Sender" en octubre de 1962.   "Where Do You Come From" alcanzó el puesto número 99 en la lista de éxitos estadounidense Billboard Hot 100, mientras que "Return to Sender" alcanzó el puesto número 2.     "Return to Sender" fue certificado Oro en los Estados Unidos por vender un millón de copias. 
En 1962, la revista musical Billboard clasificó la canción una "balada croon".  Según el libro Elvis Films FAQ, se trata de una "balada lenta y dolorosa" que "comienza un poco como 'As Long As I Have You'". 

## Letra
La letrade la canción habla sobre un enamorado que ante el éxtasis de los sentimientos por su pretendido afecto, le pregunta a su amada una y otra vez de dónde viene, no dando crédito que alguien así pueda ser de este mundo, porque en su delirio amoroso siente que existe algo onírico e irreal en todo ello.
Where do you come from?
Tell me who you are
Do you come from another world
Or from some distant star?

Where do you come from?
Are you what you seem?
Are you real,
Are you standing there,

Or is it just a dream?

## Posicionamiento en listas
| Lista (1962)                     | Puesto |
| -------------------------------- | ------ |
| Estados Unidos Billboard Hot 100 | 99     |
| Rate Your Music                  | 6      |